# 唐昭
唐昭（1441年—？），字文煥，河南開封府祥符縣人，匠籍，明朝政治人物。進士出身。

## 生平
早年出身國子生，河南鄉試第三十一名。成化十一年（1475年）乙未科會試第二百九十三名，殿試登進士第三甲第一百四十三名。

## 家族
曾祖父唐德祿。祖父唐欽。父亲唐瑛。